# Santa Maria a Monte
Santa Maria a Monte település Olaszországban, Toszkána régióban, Pisa megyében. Lakosainak száma 13 326 fő (2023. január 1.). Santa Maria a Monte Bientina, Calcinaia, Castelfranco di Sotto, Montopoli in Val d'Arno és Pontedera községekkel határos.

## Népesség
A település lakossága az elmúlt években az alábbi módon változott:
| Lakosok száma | 13 118 | 13 061 | 13 326 |
|               | 2017   | 2018   | 2023   |